# Center for Energibesparelser
Center for Energibesparelser blev etableret af Klima- og Energiministeriet den 1. marts 2010 som en efterfølger til den hidtidige elsparefond. Centret beskæftiger sig med besparelser inden for alle energiformer og sektorer, dog bortset fra transport, mens Elsparefonden – som navnet indebar – var 'begrænset' til besparelser i forbruget af elektricitet.
Center for Energibesparelser angiver, at Centret byggede videre på Elsparefondens arbejde. Centret drev Elsparefondens "Klub1000" videre og udgiver klubbens nyhedsbrev, skrevet af de samme mennesker, som det oplyses. Ligeledes viderefører Centret værktøjet "Min E-bolig". (Om "Klub1000" og "Min E-bolig" se afsnit nedenfor).
Center for Energibesparelser brugte betegnelsen Go'Energi som slogan og logo. Navnet Go'Energi er tilsyneladende ikke nærmere forklaret, men må tolkes som "God Energi", og forkortelsen Go refererer måske også til det engelske ord go, som på dansk betyder gå. (Fx betyder det engelske udtryk "go metric" gå over til metersystemet).
Go'Energi har også været benyttet i navnet på centrets domæne / websted: GoEnergi.dk (men altså uden apostrof). I 2012 overførtes aktiviteterne i centret til energistyrelsen gennem sitet sparenergi.dk, idet den særskilte bevilling til fonden blev sparet bort ved energiforliget i 2012. 
Herefter overførtes aktiviteterne til energistyrelsen gennem sitet sparenergi.dk, idet den særskilte bevilling blev sparet 

## Klub1000
Klub1000 hjælper medlemmerne / brugerne med at sænke elforbruget til 1.000 kWh pr. person om året. Der 'lokkes' med at man kan få et sundt elforbrug uden at give afkald på komforten. Medlemskab er gratis. Klubbens navn kommer fra det nævnte mål / pejlemærke på 1.000 kWh pr. person om året. Det nuværende gennemsnitlige elforbrug per dansker angives at være 1.500 kWh om året. Medlemmer af klubben kan på klubbens hjemmeside bl.a. indtaste aflæsninger af elmåleren, og dermed følge elforbruget.

## Min E-bolig
"Min E-bolig" er et værktøj på internettet om elforbrug i private husstande. Det angives at værktøjet er gratis, og at det "analyserer dit elforbrug og hjælper dig til at spare".

## Boligtjek
Boligtjek er et nyt værktøj som angives at blive præsenteret i marts 2011. Dermed vil analysemulighederne blive udvidet til også at omfatte varmeforbruget i en bolig. Boligtjek skal kunne give et overblik over boligens energiforbrug, og komme med forslag til forbedringer = besparelser.